# Гавва, Иван Степанович
Иван Степанович Гавва (1918—1945) — советский военнослужащий. Участник Великой Отечественной войны. Герой Советского Союза (1945). Гвардии старший сержант.

## Биография
Иван Степанович Гавва родился 6 апреля 1918 года в селе Фёдоровка Новоузенского уезда Самарской губернии Российской республики (ныне село Фёдоровского района Саратовской области Российской Федерации) в крестьянской семье. Русский. Окончив четыре класса сельской школы, с 1931 года работал на машинно-тракторной станции в посёлке Мокроус.
В ряды Рабоче-крестьянской Красной Армии И. С. Гавва был призван 11 марта 1939 года Энгельсским городским военкоматом Саратовской области. Срочную службу проходил на Дальнем Востоке. В октябре 1941 года часть, в которой служил Иван Степанович, была переброшена на Западный фронт и вошла в состав 16-й армии. Боевое крещение И. С. Гавва принял под Волоколамском. Дважды был ранен. После госпиталя Иван Степанович высказал желание стать танкистом, и его направили на курсы, где он получил воинскую специальность заряжающего. После окончания обучения в мае 1943 года младший сержант И. С. Гавва был направлен в расположение 1441-го самоходно-артиллерийского полка 13-й армии Центрального фронта. В июне 1943 года полк вошёл в состав 16-го танкового корпуса 2-й танковой армии. В составе армии Иван Степанович участвовал в Курской битве, затем Черниговско-Припятской наступательной операции. В сентябре 1943 года 2-я танковая армия была выведена в резерв Ставки Верховного Главнокомандования.
Вновь в составе действующей армии И. С. Гавва с 18 января 1944 года. В составе 1-го Украинского фронта Иван Степанович участвовал в Корсунь-Шевченковской операции. В конце февраля 2-я танковая армия была передана 2-му Украинскому фронту, в составе которого И. С. Гавва участвовал в Уманско-Ботошанской операции. К лету 1944 года Иван Степанович получил звание сержанта. В июне 1944 года 2-я танковая армия была переброшена на 1-й Белорусский фронт и приняла участие в Люблин-Брестской операции, в ходе которой подразделения армии, освободив города Люблин и Демблин, вышли на подступы к Варшаве, где отразили контрудар немецких войск. В ходе отражения контратаки противника экипаж самоходной артиллерийской установки, в котором заряжающим служил сержант И. С. Гавва, получил приказ не допустить выхода противника на шоссе Люблин-Варшава, что создало бы угрозу выхода немецких частей в тыл наступающим частям Красной Армии. В бою у населённого пункта Замене со стороны деревни Пенцлин самоходная установка была атакована пятью танками Т-5. Благодаря сноровке сержанта И. С. Гавва, экипаж быстрой стрельбой уничтожил один танк, а остальных заставил отступить. Всего под Варшавой экипажем САУ были подбиты два немецких танка. В сентябре 1944 года 2-я танковая армия была выведена в резерв, а 16-й танковый корпус был передан в состав 8-й гвардейской армии, в составе которой Иван Степанович участвовал в боях на магнушевском плацдарме. В декабре 1944 года 1441-й самоходно-артиллерийский полк был преобразован в 393-й гвардейский, а 16-й танковый корпус — в 12-й гвардейский. Ивана Степановича произвели в гвардии старшие сержанты и перевели на должность наводчика.
14 января 1945 года началась Висло-Одерская операция. Гвардии старший сержант И. С. Гавва особо отличился в ходе её составной части — Варшавско-Познанской фронтовой наступательной операции. В бою на подступах к городу Иновроцлав танковая колонна 12-го гвардейского танкового корпуса была остановлена огнём противотанковых пушек. Смелым манёвром САУ, где наводчиком служил Гавва, обошла немецкие позиции с фланга и в упор расстреляла батарею противника, освободив танкам дорогу. Под городом Сохачев противник занял оборону по западному берегу реки Бзура. Старший сержант Гавва, произвёл разведку и наметил цели, после чего САУ вышла на открытую позицию и метким огнём уничтожила танк противника, 3 автомашины с боеприпасами и до взвода немецкой пехоты. Всего за время Висло-Одерской операции благодаря действиям наводчика И. С. Гавва были уничтожены 2 немецких тяжёлых танка, 25 автомашин с военными грузами, 7 пулемётных точек, 18 подвод и до 100 солдат и офицеров противника.
27 февраля 1945 года указом Президиума Верховного Совета СССР гвардии старшему сержанту Ивану Степановичу Гавва было присвоено звание Героя Советского Союза.
В конце февраля 1945 года 12-й гвардейский танковый корпус вернулся в состав 2-й гвардейской танковой армии и принял участие в Восточно-Померанской операции. 16 апреля 1945 года началась Берлинская операция. 21 апреля 1945 года на подступах к Берлину гвардии старший сержант И. С. Гавва погиб. Похоронили его на перекрёстке дорог в двух километрах северо-восточнее берлинского предместья Марцан.

## Награды
- Медаль «Золотая Звезда» (27.02.1945).
- Орден Ленина (27.02.1945).
- Орден Славы 3 степени (07.08.1944).
- Орден Красной Звезды (29.01.1945).

## Память
- Памятник Герою Советского Союза И. С. Гавва установлен в селе Фёдоровка Саратовской области Российской Федерации.
- Именем Героя Советского Союза И. С. Гавва названы улицы в селе Фёдоровка и посёлке Мокроус Саратовской области Российской Федерации.

## Документы
- Общедоступный электронный банк документов «Подвиг Народа в Великой Отечественной войне 1941—1945 гг.» Архивировано 13 марта 2012 года. № в базе данных 150006499 Герой Советского Союза. Архивировано 16 мая 2013 года., 46678045 Герой Советского Союза. Архивировано 16 мая 2013 года., 46762109 Указ Президиума Верховного Совета СССР. Архивировано 16 мая 2013 года., 31100141 Орден Славы 3-й степени. Архивировано 16 мая 2013 года., 27810343 Орден Красной Звезды. Архивировано 16 мая 2013 года.
- Обобщённый банк данных «Мемориал». Архивировано 10 мая 2012 года. ЦАМО, ф. 58, оп. 18003, д. 725. Архивировано 10 июля 2013 года.